# بطولة أوروبا لكرة اليد للرجال 2018
بطولة أوروبا لكرة اليد للرجال 2018 (بالكرواتية: Europsko prvenstvo u rukometu - Hrvatska 2018.)‏ هو موسم من بطولة أوروبا لكرة اليد للرجال. أقيم خلال الفترة 12 يناير 2018 وحتى 28 يناير 2018، وفاز فيه منتخب إسبانيا لكرة اليد.